# Баракат
Барака, бараках, баракат (араб. بركة‎) в исламе — божественное благословение, благодеяние, достаток. Термин барака упоминается в нескольких коранических аятах. Пожелания бараки (بارك الله فيكم‎, ба́рака-л-Ла́ху фи́кум) — составная часть традиционного выражения благодарности мусульман.

## Этимология
Арабское слово барака в переводе на русский язык означает «благословение», «благодать», «небесный дар».

## В Коране
Термин баракат часто упоминается в аятах Корана. Согласно Корану, источником благословения является Аллах, который может наделять им пророков и их близких. Сходные представления выражаются в Коране и с помощью терминов рахма («милость; любовь») и салам («покой; достаток»).
Благословенен сам Аллах и всё, что связано с Ним: роща, Кааба, маслина, приветствие от Аллаха, Коран, земли пророков, Ночь предопределения.

## Получение бараки
Мусульмане считают, что благословение Аллаха можно получить во время хаджа от прикосновения к Чёрному камню, Каабе и другим реликвиям. В некоторых исламских течениях существует представление о возможности эманации Божественной бараки не только на пророков, но и на святых людей (авлия), на которых снизошло божественное вдохновение (ильхам). Большое распространение идея Божественного благословения получила в суфизме и шиизме.
Коранические представления о бараке получили широкое развитие в суфизме, что послужило появлению идеи о том, что барака может передаваться через пророков святым людям (авлия), которые, в свою очередь, передают его по наследству. В представлениях суфийских тарикатов, носителями благословения являются святые (авлия), которые могут передавать её простым людям. Получить Божественное благословение можно не только у живого святого (вали), но и от его могилы. По этой причине в суфизме могилы «святых» (пир) становились объектом паломничества, они почитались последователями этого «святого» и над ними возводились сооружения. Эта практика оспаривалась некоторыми мусульманскими богословами.
Шиитское богословие наделяет баракой в первую очередь потомков Али ибн Абу Талиба и дочери пророка Мухаммеда — Фатимы (шарифы, саййиды). Источником такой бараки могут быть как сами святые люди при жизни, так и места их погребения (мазар), вещи, принадлежавшие им.

## Пожелание бараки
Одним из традиционных пожеланий мусульман является пожелание бараки. В зависимости от того, к кому обращено пожелание слов, пожелания изменяются.
- Баракя-Ллаху фикум (بارك الله فيكم‎) — при обращении на «вы» к одному человеку либо к группе лиц.
- Баракя-Ллаху фик (بارك الله فيك‎) — при обращении на «ты» к одному мужчине.
- Баракя-Ллаху фик (بارك الله فيك‎) — при обращении на «ты» к одной женщине.
- Баракя-Ллаху фикум (بارك الله فيكما‎) — при обращении к двум людям любого пола.
- Баракя-Ллаху фикун (بارك الله فيكن‎) — только при обращении к трём и более женщинам.
- Баракя-Ллаху фикум (بارك الله فيكم‎) — при обращении к группе из трёх или более человек, в которой есть хотя бы один мужчина; или высшему государственному лицу (королю, министру).